# Quorn (Leicestershire)
Quorn (nazwa civil parish: Quorndon) – wieś i civil parish w Anglii, w hrabstwie Leicestershire, w dystrykcie Charnwood. Leży 13 km na północ od miasta Leicester i 155 km na północny zachód od Londynu. W 2011 civil parish liczyła 5177 mieszkańców.